# محمداسماعیل نبی‌بخش
محمداسماعیل نبی‌بخش (زادهٔ ۱۷ سپتامبر ۱۹۹۱) بازیکن کبدی اهل ایران است. وی از سال ۲۰۱۹ میلادی تاکنون مشغول فعالیت بوده‌است.